# Terry Miller
Terry Miller (Columbus, 7 gennaio 1956) è un ex giocatore di football americano statunitense che ha militato nel ruolo di running back nella National Football League (NFL).

## Carriera
Miller al college giocò a football all'Oklahoma State University-Stillwater dove si piazzò secondo nelle votazioni dell'Heisman Trophy dietro al vincitore Earl Campbell. Fu scelto dai Buffalo Bills come quinto assoluto nel Draft NFL 1978. Nella sua stagione da rookie corse 1.060 yard e 7 touchdown. Nella seconda scese a 484 yard corse, secondo dei Bills dietro al Curtis Brown. Nel 1980, con Buffalo che trovò una nuova stella nel rookie Joe Cribbs, Miller fu relegato al ruolo di kick returner. Chiuse la carriera l'anno seguente militando per una stagione con i Seattle Seahawks.

## Palmarès
- PFWA All-Rookie Team - 1978
- Numero 43 ritirato dagli Oklahoma State Cowboys